# Prece de Manassés
A prece de Manassés é um texto religioso que se refere à oração pronunciada por ocasião da conversão do ímpio rei Manassés, quando ele foi levado cativo para a Babilônia. Encontrando-se angustiado, orou diante de Deus, arrependendo-se de seus pecados (II Crônicas 33:11-13)
O texto encontra-se em algumas traduções da Bíblia nos idiomas grego e eslavo, mas não faz parte do cânon católico, razão porque foi colocada - tardiamente - em separado, em apêndice, na Vulgata latina.
A oração é certamente de origem judaica e imita os salmos penitenciais. O autor, desconhecido, utilizou-se do grego e escreveu a oração provavelmente entre os séculos II ou I a.C., possivelmente no Egito. Existem antigas traduções também em siríaco, armênio e árabe. Entretanto, no livro de II Crônicas do Antigo Testamento bíblico há uma referência de que a oração possa ter sido registrada por algum dos profetas e que tenha sido anterior ao texto originário do século II a. C.
E a sua oração, como Deus se aplacou para com ele, e todo o seu pecado, e a sua transgressão, e os lugares onde edificou altos e pôs bosques e imagens de escultura, antes que se humilhasse, eis que está tudo escrito nos livros dos videntes. (II Cr 33:19)
Considerando que os dois livros de Crônicas teriam sido escritos por Esdras, por volta de 430 a.C., após o cativeiro babilônico, é certo que as cópias do texto do século II a.C. seriam reproduções parciais de algum outro manuscrito antigo.

## Alocução
1 Ó יהוה Yahuh onipotente, Deus de nossos pais, de Abraham , Yitchaq e Yaaqov, e de toda a sua descendência de justos;
2 Tu que criaste os céus e a terra, com tudo o que neles existe;
3 que acorrentaste o mar com a tua palavra forte, que confinaste o abismo, selando-o com teu Nome terrível e glorioso;
4 pelo qual se abalam todas as coisas, tremendo perante teu poder;
5 ninguém pode sustentar o esplendor da tua glória, e a tua ira contra os pecadores é insuportável,
6 embora sem medidas e sem limites é a tua misericórdia prometida;
7 Tu és o יהוה Yahuh das Alturas, de imensa compaixão, grande tolerância e gigantesca misericórdia; demonstras piedade com o sofrimento humano! Ó יהוה Yahuh, conforme tua imensa bondade, prometeste penitência e perdão àqueles que pecaram contra Ti, e na clemência sem conta apontaste a penitência aos pecadores para que pudessem ser salvos.

## Confissão dos Pecados
8 Assim, יהוה Yahuh, Deus dos justos, não apontaste penitência para os justos, para Abraham, Yitchaq e Yaaqov que não pecaram contra Ti, mas apontaste penitência para mim, que sou pecador.
9 Os pecados que cometi são superiores aos grãos de areia do mar; minhas transgressões são múltiplas, ó יהוה Yahuh: elas se multiplicaram! Não sou digno de levantar os olhos para os céus em razão da multidão de minhas iniqüidades.
10 Estou sobrecarregado com pesadas correntes de ferro; fui rejeitado em razão dos meus pecados, e não recebo consolo por ter provocado a tua ira e ter feito aquilo que é mau perante os teus olhos, realizando coisas abomináveis e multiplicando as ofensas.

## Pedido de Perdão
11 Agora eu dobro os joelhos do meu coração e imploro a tua amizade.
12 Eu pequei, יהוה Yahuh! Eu pequei, e reconheço as minhas transgressões.
13.a Ardentemente eu te imploro: perdoe-me, יהוה Yahuh! Perdoe-me! Não destrua-me com as minhas transgressões! Não te zangues comigo para sempre, nem guardes o mal para mim! Não me condenes às profundezas da terra!

## Agradecimento
13.b Tu és, יהוה Yahuh, o Deus daqueles que se arrependem,
14.e em mim manifestarás a tua bondade; pois, miserável como sou, tu me salvarás por tua grande misericórdia,
15.e eu irei orar a Ti incessantemente por todos os dias da minha vida. Pois toda a milícia celeste proclamam a tua honra e tua é a glória para sempre. Amén.